# Кастенская
Ка́стенская — посёлок при станции в Лисинском сельском поселении Тосненского района Ленинградской области.

## История
Согласно данным переписи населения СССР 1926 года в посёлке при станции Кастенская Каменского сельсовета Лисинской волости Троцкого уезда проживали 54 человека, большинство русские, а также эстонцы и евреи.

Земли посёлка при станции Кастенская на карте 1941 года

Согласно топографической карте РККА 1941 года к станции Кастенская подходили дороги с деревянным покрытием.
По данным 1966 года посёлок при станции Кастенская также находился в составе Каменского сельсовета.
По данным 1973 года посёлок при станции в составе Каменского сельсовета назывался Костенская
По данным 1990 года посёлок при станции Кастенская находился в составе Лисинского сельсовета.
В 1997 году в посёлке при станции Кастенская Лисинской волости проживали 69 человек, в 2002 году — 59 человек (русские — 86 %).
В 2007 году в посёлке при станции Кастенская Лисинского СП — 51 человек.

## География
Посёлок расположен в юго-западной части района на железнодорожной линии Новолисино — Новгород, у железнодорожной платформы Кастенская.
Посёлок находится на автодороге 41К-854 (подъезд к пл. Кастенская), к западу от автодороги 41К-175 (Лисино-Корпус — Радофинниково). 
Расположен к югу от посёлка Лисино-Корпус. Расстояние до административного центра поселения — 13 км.

## Демография
| 2007 | 2010 | 2017 |
| ---- | ---- | ---- |
| 51   | ↘29  | ↗92  |